# Centum City

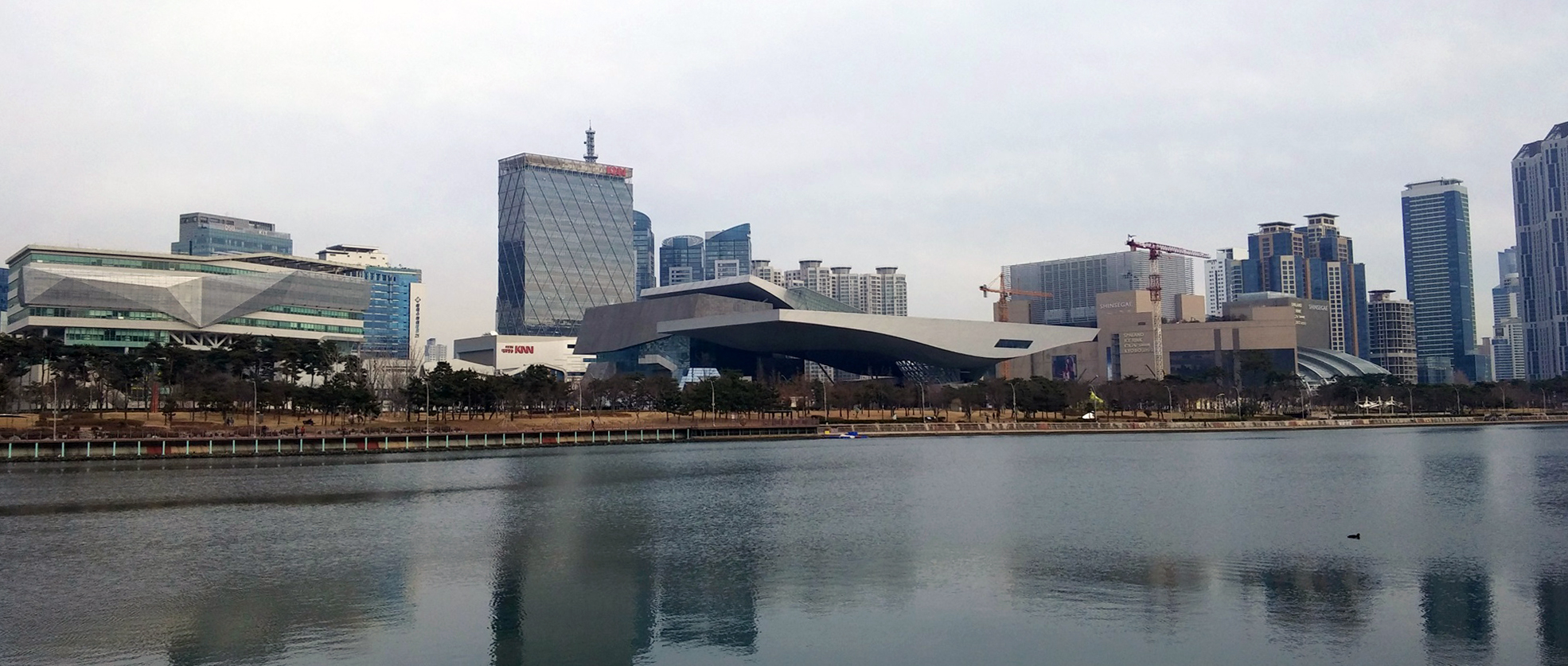
Centum City

Centum City (Koreaans: 센텀시티) is een stedelijk ontwikkelingsproject in het stadsdeel Haeundae-gu in Busan, Zuid-Korea. Het gebied is het meest westelijk gelegen in Haeundae-gu in Woo-1-dong. Op deze locatie bevond zich vroeger het Suyeong vliegveld, voordat de luchthaven van Busan (Gimhae) werd geopend.
Centum City is bereikbaar met lijn 1 van de metro van Busan.